# Chuper
Chuper es una localidad peruana ubicada en el distrito de Rinconada-Llícuar, perteneciente a la provincia de Sechura del departamento de Piura, al norte del Perú. 

## Demografía
En 2017 Chuper tenía una población de 2 habitantes.
| Gráfica de evolución demográfica de Chuper entre 1993 y 2017 |
|                                                              |
| Fuentes: Población 1993 y 2017                               |